# كأس رابطة الدول المستقلة 2000
كأس رابطة الدول المستقلة 2000 (بالإنجليزية: 2000 Commonwealth of Independent States Cup)‏ هو موسم من كأس رابطة الدول المستقلة. أقيم بتاريخ 2000، وبمشاركة  16 فريقاً، وفاز فيه سبارتاك موسكو.